# Olfersia subdiaphana
Olfersia subdiaphana là một loài thực vật có mạch trong họ Dryopteridaceae. Loài này được (Hook. & Grev.) T. Moore miêu tả khoa học đầu tiên năm 1857.